# Anthomuricea sanguinea
Anthomuricea sanguinea är en korallart som beskrevs av Nutting 1910. Anthomuricea sanguinea ingår i släktet Anthomuricea och familjen Plexauridae. Inga underarter finns listade i Catalogue of Life.